# 熊野町ジャンクション火災事故
熊野町ジャンクション火災事故（くまのちょうジャンクションかさいじこ）は、2008年（平成20年）8月3日に首都高速道路で発生したタンクローリー横転事故である。
「首都高速5号池袋線タンクローリー火災事故」と呼称される場合もある。

## 事故概要
2008年（平成20年）8月3日日曜日午前5時52分、5号池袋線下りを走行中のタンクローリーが、熊野町ジャンクション内の急な右カーブを曲がり切れずに横転、左側側壁に衝突した。
タンクローリーは群馬県高崎市の運送会社、多胡運輸所有で、東京都江東区の油槽所から埼玉県さいたま市のガソリンスタンドに向けて、ガソリン16キロリットル、軽油4キロリットルを輸送していた。
この事故で運転手は腰を強く打ち重傷、積み荷は5時間半あまりにわたって炎上し、11時34分に鎮火した。
この事故による火災の熱によって熊野町ジャンクション部の上下2階建て構造の橋梁に大きな損傷が生じた。橋脚は表面のコンクリートが一部剥離、横梁の鉄筋が一部露出し、上層の上り線では、主桁が熱により変形、床版にはひび割れが多数発生し、路面は火災直上部で60～70cm沈下した。また、道路付属物も広範囲に渡って焼損した。さらに、近隣のマンションの外壁が火災の熱で焼けるという被害も発生し、単独車両による事故としては国内史上最大規模の損壊事故となった。

## 復旧状況
5号池袋線は北池袋 - 板橋JCT間の上下線、中央環状線は外回りが西新宿JCT - 板橋JCT間、内回りは板橋JCT - 西池袋間で通行止になった。この為、一旦一般道へ降り、通行止区間を迂回した後に再度首都高速を利用する場合は、再度利用する入口料金所で通行料金を徴収しない乗継割引措置がとられた。
8月4日に現地対策本部・本社対策本部、翌8月5日に本社災害復旧本部設置。事故車は8月6日に搬出された。8月7日に、仮復旧に向け25トンのトラックを実走させ、載荷試験を実施。これを受け、8月9日に5号池袋線の上下線が片側1車線通行で仮復旧した 。
工期3ヶ月を目途に、24時間体制で橋脚の補強と2スパン40メートルに渡る橋桁の架け替えが行われたが、工期短縮のため、数々の取り組みがなされた。架設用トラスをリースし、通常小分けにして撤去する鋼桁を大ブロックで撤去、新しい鋼桁の架設にも活用された。通常硬化に4週間掛かるところを1週間で固まる早強コンクリートを使用し、床板と高欄の一体施工でさらに短縮。通常は鋼桁の製作だけで1ヶ月掛かるところを、8月11日にメーカーと契約して31日に架設されるなど、協力会社の尽力もあり、9月16日に中央環状新宿線外回りから5号線下りへのランプが復旧。5号線上りから中央環状新宿線内回りへのランプも9月18日に復旧し、暫定2車線で通行可能となり、事故発生から73日後の10月14日正午頃に全面復旧した。

## 刑事裁判
2011年10月4日、東京地方裁判所は、運転手に対して、業務上失火罪（刑法117条の2）により、禁錮2年・執行猶予5年の判決を言い渡した。

## 損害賠償
首都高速道路は、この事故の被害総額が復旧工事費20億円と通行止めに伴う通行料金の逸失利益25億円の計45億円にのぼることを表明し、後に運転手・多胡運輸（雇用者）・出光興産（発注者）・ホクブトランスポート株式会社（元請け）に対して賠償請求を提訴した。さらに多胡運輸が加入していた関東交通共済協同組合（関交組）に対しても日本高速道路保有・債務返済機構から損害賠償請求が提訴された。
関交組に対する訴訟は、1審、2審とも関交組の敗訴となり、7年分の利息を含めて11億8000万円が支払われた。一方首都高速道路が提訴した訴訟は、出光興産とホクブトランスポートの責任は認めず、運転手と多胡運輸のみに約32億8900万円の支払いを命じる判決が2016年7月14日に東京地方裁判所により出された。
多胡運輸については、2011年12月に本社不動産を売却、運送事業を系列会社に移管。事実上、2012年度に事業を停止していたが、賠償訴訟での敗訴判決が出たため、2016年8月4日付けで前橋地方裁判所高崎支部より破産開始決定を受けた。負債総額は賠償額に相当する約33億円。
この事故による通行止めや一般道路渋滞の影響での経済的損失は、工学院大学とリバーベル株式会社の試算により推定180億円以上と言われている。
なお、この事故の約半年後の2009年2月14日には、上り線のこのカーブで大型トレーラーの横転事故が起き、運転手が死亡している。